# جاغوار دي ساول
دي ساول هو أحد شخصيات المَوجودة في أنمي ون بيس يُعتبر عملاق الحجم كبير الشكل وخجول إلى حدٍ ما بينما كان مخلصًا في الأنمي لمشاة البحرية. ينتمي إلى عشيرة D. هدف هذه العشيرة هو تدّمير العالم في الأنمي.
عملاق انضم إلى صفوف البحرية وأصبح من نواب الأدميرالات إلى جانب مونكي دي غارب وسينغوكو وتسورو ولكنه لا ينتمي إلى قبيلة عمالقة مملكة إلباف بل ولد في مكان أخر وخلال فترة تواجده في البحرية قرر التجول في أجواء الغراند لاين الخط العظيم وخوض العديد من المغامرات التي لم تعرف لحد الآن والكشف على الكثير من مستخدمي فواكه الشياطين وقدراتهم الخاصة
ظهر ساول أيضا أثناء فترة تصادم طاقم ملك القراصنة جول دي روجر مع طاقم قراصنة الأسد الذهبي شيكي في الحرب الدوامي وبعد مرور 3 سنوات من إعدام ملك القراصنة جول دي روجر ظهر ساول إلى جانب غارب وكوزان وتسورو وكانوا يتحاورون فيما بينهم

لم يمت و هذا ما ظهر في حلقة وان بيس 1097

## نهاية الشخّصية
في أحد الأيام أثناء فترة دوريته تصادف ساول بسفينة مطلوبة متضمنة فيها مجموعة من علماء جزيرة أوهارا فقام بالقبض عليهم وكانت على متنهم نيكو اولفيا وهي مؤرخة ولكن بسبب مشاعر ساول قام بالإفراج عنهم ثم هرب من البحرية ونبذ إلى جزيرة أوهارا والتقى هناك بالطفلة الشيطانة نيكو روبين وكون معها علّاقة فأصدرت بحكم تدمير جزيرة أوهارا ولكنّهُ ضحى بنفسه من أجل إنقاذ الطفلة ثم قام نائب الادميرال كوزان بتحويله إلى الجليد ومات وبقي مُتَجمدًا على تلك الجزيرة.